# Ján Líška
Ján Líška též Jan Liška (4. června 1895 Liptovský Sv. Mikuláš – 28. listopadu 1959 Bratislava), byl československý politik a meziválečný poslanec Národního shromáždění za Československou živnostensko-obchodnickou stranu středostavovskou.

## Biografie
Vystudoval v Německu strojní inženýrství. Krátce působil na železnici, pak se stal úředníkem později tajemníkem obchodní a živnostenské komory v Bratislavě. Profesí byl generálním tajemníkem obchodní a živnostenské komory. Bydlel v Bratislavě.
Po parlamentních volbách v roce 1929 se stal za Československou živnostensko-obchodnickou stranu středostavovskou poslancem Národního shromáždění. Mandát obhájil v parlamentních volbách v roce 1935. Poslanecké křeslo si oficiálně podržel do zrušení parlamentu roku 1939.
Po Mnichovu se v říjnu 1938 podílel za živnostenskou stranu na dojednávání Žilinské dohody coby společné platformy slovenských stran ve prospěch autonomie a byl jedním ze signatářů její finální verze. V prosinci 1938 přešel do poslaneckého klubu Hlinkova slovenská ľudová strana - Strana slovenskej národnej jednoty, do které po přijetí Mnichovské dohody splynuly téměř všechny slovenské strany.
V prosinci 1938 byl navíc zvolen do slovenského sněmu. Za tzv. slovenského štátu zastával funkci generálního ředitele cukrovaru v Nitře.